# Acton Round
Acton Round est une paroisse civile et un village du Shropshire, en Angleterre.